# Diecezja Concordii-Pordenone
Diecezja Concordii-Pordenone – diecezja Kościoła rzymskokatolickiego w północno-wschodnich Włoszech, w metropolii Wenecji, w regionie kościelnym Triveneto.
Powstała w IV wieku jako diecezja Concordia (później do nazwy dodawano czasem słowa Veneta lub Sagittaria, dla odróżnienia od diecezji o podobnych nazwach w Argentynie i USA). W 1971 uzyskała swoją obecną nazwę. Wchodzące w skład diecezji parafie leżą na terenie świeckich prowincji Pordenone i Wenecja.
Katedra diecezjalna znajduje się w miejscowości Concordia Sagittaria, natomiast kuria zlokalizowana jest w Pordenone.